# Питерс, Майк
Майк Питерс (англ. Mike Peters; 25 февраля 1959, Престатин, Уэльс, Великобритания — 28 апреля 2025, Dyserth, Денбишир) — британский (валлийский) рок-музыкант, наибольшую известность получивший как вокалист The Alarm. После окончательного распада группы в 1991 году Питерс начал сольную карьеру. Питерс, имеющий репутацию «крестного отца валлийской рок-сцены», занимает 11 место в списке «100 валлийских героев».

## Биография
Майкл Лесли Питерс (англ. Michael Leslie Peters) родился 25 февраля 1959 года в Престатине, Уэльс, а рос в отеле The Crescent Hotel на Эдверд Хенри Стрит в Риле. Другом его детства был Эдди Макдональд (англ. Eddie MacDonald), впоследствии — также участник The Alarm. В честь улицы Питерсом была позже написана песня, вошедшая в одноимённый альбом.
На музыкальной сцене Питерс дебютировал 6 октября 1975 года, выступив во главе коллектива под названием Hairy Hippie. Вскоре он вошёл в состав группы The Toilets, в 1978 году — перешёл в группу Seventeen, где играли Макдональд, Дэйв Шарп и Найджел Твист; она выпустила один сингл: «Don’t Let Go» (Vendetta Records, 1979). В 1981 году Seventeen переехали в Лондон, где после серии клубных выступлений подписали контракт с I.R.S. Records. Вскоре группа распалась, но тут же возродилась под новым названием — Alarm Alarm (в честь одной из песен Питерса для The Toliets). Джон Пил заметил в прямом эфире, что после появления Duran Duran, Talk Talk и вот теперь Alarm Alarm, ему, наверное, следовало бы именовать себя John Peel John Peel. Название группы было тут же наполовину сокращено.
Выпустив серию успешных синглов и 7 студийных альбомов (первый из которых, Declaration, в 1984 году поднялся до #6 в UK Albums Chart, The Alarm в 1991 году распались. Свою сольную карьеру Питерс начал с выпуска синглов «Back into the System» (на двух языках, английском и валлийском) и «It Just Don’t Get Any Better Than This», записанных при участии группы The Poets. Первый сольный альбом Breathe вышел (только в Великобритании) в 1995 году. За ним последовал Second Generation, сборник редких треков The Alarm, перезаписанных Питерсом специально для фэн-клуба.
В 1996 году у Питерса был диагностирован рак, но он, тем не менее, нашёл в себе силы выпустить второй полноформатный альбом Feel Free. Вскоре выяснилось, что диагноз оказался ошибочным. Последовавший третий альбом Rise был адресован широкой аудитории и ознаменовал смену направления; тут появились элементы электронной музыки и акустического рутс-рока. Одна из песен альбома, «In Circles», была написана Питерсом в соавторстве с Билли Даффи, гитаристом The Cult. В 1998 году Питерс провёл акустическое американское турне («The Interactive Acoustic Works U.S. Tour»), после чего вышел концертный альбом Live [From a Broadcast].
В 1999 году Питерс, Билли Даффи, а также Скотт Гарретт (The Cult) и Грэйг Адамс (The Mission) образовали новую группу Coloursound. Она распалась, записав один (именной) студийный альбом. Всё это время — начиная с 1993 года — проходило организованное Питерсом ежегодное мероприятие «The Gathering»; в числе музыкантов, принимавших в нём участие, были и члены The Alarm.
Умер от рака крови 28 апреля 2025 года в возрасте 66 лет.

## Дискография

### Альбомы
| Заголовок                      | Дата выпуска |
| ------------------------------ | ------------ |
| Breathe                        | 1995         |
| Second Generation Volume 1     | 1996         |
| Feel Free                      | 1996         |
| Abbey Road Sessions            | 1997         |
| Rise                           | 1998         |
| Acoustic Works 1981—1986       | 1998         |
| Acoustic Works 1987—1991       | 1998         |
| Live [From a Broadcast]        | 1998         |
| Flesh and Blood                | 2000         |
| The Millenium Gathering        | 2001         |
| Collected Works                | 2001         |
| The Alarmstock Collection Live | 2003         |
| Mike Peters in Session 2007    | 2007         |
| Mike Peters in Session 2008    | 2008         |
| Acoustic Live                  | 2009         |
| Mike Peters in Session 2009    | 2009         |

### Синглы
| Заглавный трек                           | Другие треки                                                           | Дата релиза |
| ---------------------------------------- | ---------------------------------------------------------------------- | ----------- |
| «Back into the System»                   | «A New Chapter», «21st Century (demo version)», «Back into the System» | 1994        |
| «Nol I Mewn I’r System»                  | «Y Bennod Newy», «Canrif 21 — Fersiwn Demo», «Nol I Mewn I’r System»   | 1994        |
| «It Just Don’t Get Any Better Than This» | «Devil’s Word», «White Noise»                                          | 1994        |
| «Shine On»                               | «113th Dream», «Safe European Home», «Going Underground»               | 1996        |